# Acremonium potronii
Acremonium potronii är en svampart som beskrevs av Vuill. 1910. Acremonium potronii ingår i släktet Acremonium, ordningen köttkärnsvampar, klassen Sordariomycetes, divisionen sporsäcksvampar och riket svampar.   Inga underarter finns listade i Catalogue of Life.